# Nils Thomas
Nils Marius Thomas (Oslo, 9 de julho de 1889 — 13 de novembro de 1979) foi um velejador norueguês, medalhista olímpico. Ele competiu nos Jogos Olímpicos de Verão de 1920 na classe 8 Metre e conquistou a medalha de prata na disputa realizada segundo as regras de 1919 a bordo do Lyn com Jens Salvesen, Finn Schiander, Lauritz Schmidt e Ralph Tschudi. Thomas trabalhou no mar por vários anos antes de retornar a Oslo em 1914 e se tornar armador. Ele foi casado três vezes.